# Міта
Міта — обов'язкова трудова повинність в державі інків Тауантінсую. Нею охоплювалось більша частина населення — чоловіків, мешканців громади-айлью. Мала численні різновиди цивільного та військового характеру.

## Особливості
Виконавцями міти були пурехи (голови родин) у віці від 25 до 50 років. Мешканці імперії у віці 50-80 років звільналися від важких робіт, проте як міту виконували обов'язки вихователів.
Поряд зі звичайними сільськогосподарськими роботами на полях своєї рідної громади кожен мешканець імперії в будь-який час року в рамках міти міг залучатися до трудової повинності. Його могли використовувати в будь-якому, навіть віддаленому від його батьківщини місці.
У ході так званої «монтанміти» людям доводилося протягом декількох місяців працювати на гірських розробках або на мідних рудниках. Їхня праця могла використовуватися на будівництві громадських будівель та інших цивільних споруд, наприклад на будівництві мостів, акведуків, храмів, зерносховищ і комор, палаців, фортець, але насамперед доріг і вулиць.
У рамках міти працівники займалися збором листя коки. Відповідно до припису, міта, тобто примусові роботи, становили щонайбільше 90 днів у році. Держава в цей час турбувалася про харчування та одяг цих недобровільних, панщинних працівників.
Окремою повинністю членів громади було наглядати за місцевими храмами Сонця, також пурехи допомагали опікуватися духами предків, допомагали місцевому духівництву.
Окрім цивільної повинності існувала військова. Відповідно до міти відбувалася мобілізація молодих членів громади, які після відповідного навчання протягом 6-7 років служили в інкському війську. Також за мітою набиралися часкі.
Від міти звільнялася аристократія та жерці.